# Rotbrusthabicht
Der Rotbrusthabicht (Aerospiza toussenelii, Synonym: Accipiter toussenelii) ist ein kleiner afrikanischer Greifvogel. Die Art kommt in Subsahara-Afrika vor, vom Senegal und Gambia, der Demokratischen Republik Kongo bis Kamerun und Uganda. Der Lebensraum umfasst dichten tropischen Tieflandregenwald, Sekundärwald, auch Galeriewald, bis hin zu bewaldeten Stadtausläufern und Plantagen bis 1400 m in Liberia und 2500 m Höhe in Kamerun. Sie wurde häufig als konspezifisch mit dem Afrikahabicht (Accipiter tachiro) angesehen.
Der Artzusatz bezieht sich auf Alphonse Toussenel.

## Merkmale
Dieser Vogel ist 36 bis 48 cm groß. Das Männchen wiegt (in der Nominatform) 150 bis 235, das Weibchen 270 bis 365 g. Die Flügelspannweite beträgt 55 bis 80 cm. Die Oberseite ist dunkel und kontrastiert mit der blass rotbraunen Bänderung der rötlichen Unterseite, der Kopf ist relativ klein und grau, die Kehle silbrig-grau. Die Unterflügeldecken sind weiß. Auf der Schwanzoberseite finden sich drei weiße Binden oder Flecken, die Schenkel sind weiß bis grau. Der schwarze Schnabel ist schwarz, Wachshaut, Füße und Iris sind hell- bis orangegelb. Männchen und Weibchen unterscheiden sich nicht in der Färbung. Die Unterseite der Jungvögel ist der weiß gefärbt mit dunkel gebänderten Flanken; die Schenkel sind blass.
Verwechslungsmöglichkeit besteht mit dem Rotflankenhabicht (Aerospiza castanilius), der aber an Unterseite und Wangen schwärzlich ist. Weibliche Jungvögel haben mitunter keine Flecken auf der Unterseite und sind dann dem Männchen des Dominohabichts (Astur melanoleucus) ähnlich, unterscheiden sich aber von dieser Art durch braune oder blass-gelbe im Gegensatz zu roten Augen.
Auch der Waldsperber (Tachyspiza erythropus) kann mit kleinen Männchen der Nominatform verwechselt werden, ist aber nicht grau, sondern eindeutig schwärzlich auf der Oberseite und hat rote, nicht orange-gelbe Augen. Beim Schikrasperber (Tachyspiza badius) finden sich keine hellen Flecken mittig auf den Schwanzfedern, außerdem ist die Iris orange bis rot.

## Geografische Variation
Es werden folgende Unterarten anerkannt:
- A. t. macroscelides (Hartlaub, 1855), – Senegal und Gambia bis Westkamerun
- A. t. lopezi (Alexander, 1903), – Bioko, Golf von Guinea
- A. t. toussenelii (Verreaux, J., Verreaux, È & Des Murs 1855), Nominatform, – Süden Kameruns bis Norden und Westen der Demokratischen Republik Kongo
- A. t. canescens (Chapin, 1921), – Osten der Demokratischen Republik Kongo  bis Westuganda

## Stimme
Der Ruf wird als Folge scharfer, abrupter, im Abstand von 2 bis 3 Sekunden erfolgender „kwit“-, „kek“- oder „whit“-Laute beschrieben.

## Lebensweise
Die Nahrung besteht aus kleinen Säugetieren, Vögeln, Froschlurchen, großen Insekten und Echsen, die gut verborgen von einem Ansitz aus gejagt werden.
Die Brutzeit liegt zwischen Dezember und Februar in Ghana, zwischen August und Oktober in Sierra Leone, zwischen Oktober und November in Gabun. Das Nest aus Zweigen wird von beiden Altvögeln in einem hohen Baum gebaut.

## Gefährdungssituation
In ihrem Verbreitungsgebiet ist die Art sehr häufig und gilt deshalb als nicht gefährdet (Least Concern).